# Eyaletul Bosnia
Eyaletul Bosnia (în turcă Eyalet-i Bosna, în bosniacă Bosanski pašaluk; scris inițial în limba turcă otomană:ایالت بوسنی ) a fost un eyalet (cunoscut și ca beylerbeylik) al Imperiului Otoman, întins în mai parte pe teritoriul actualului stat Bosnia și Herțegovina. Înaintea Marele Război dintre Liga Sfântă și Imperiul Otoman, eyaletul a inclus, de asemenea, o mare parte a Slavoniei, Likăi și Dalmației din actuala Croație. Suprafața sa era în anul 1853 de 52.530 km2.

## Context
După executarea regelui Ștefan Tomašević în 1463, partea centrală a Regatului Bosniei a fost transformată în sangeacul Bosnia. Ducatul Herțegovina a fost anexat sangeacului în 1483.

## Istorie

### Înființare
În 1580 Ferhad Pasha Sokolović a devenit primul guvernator al Eyaletului Bosnia cu rangul de beilerbei (denumit și „pașă”). Eyaletul Bosnia (sau Pașalâcul Bosnia) includea sangeacul Bosnia (provincia centrală), sangeacul Herțegovina, sangeacul Vučitrn, sangeacul Prizren, sangeacul Klis, sangeacul Krka și sangeacul Pakrac.

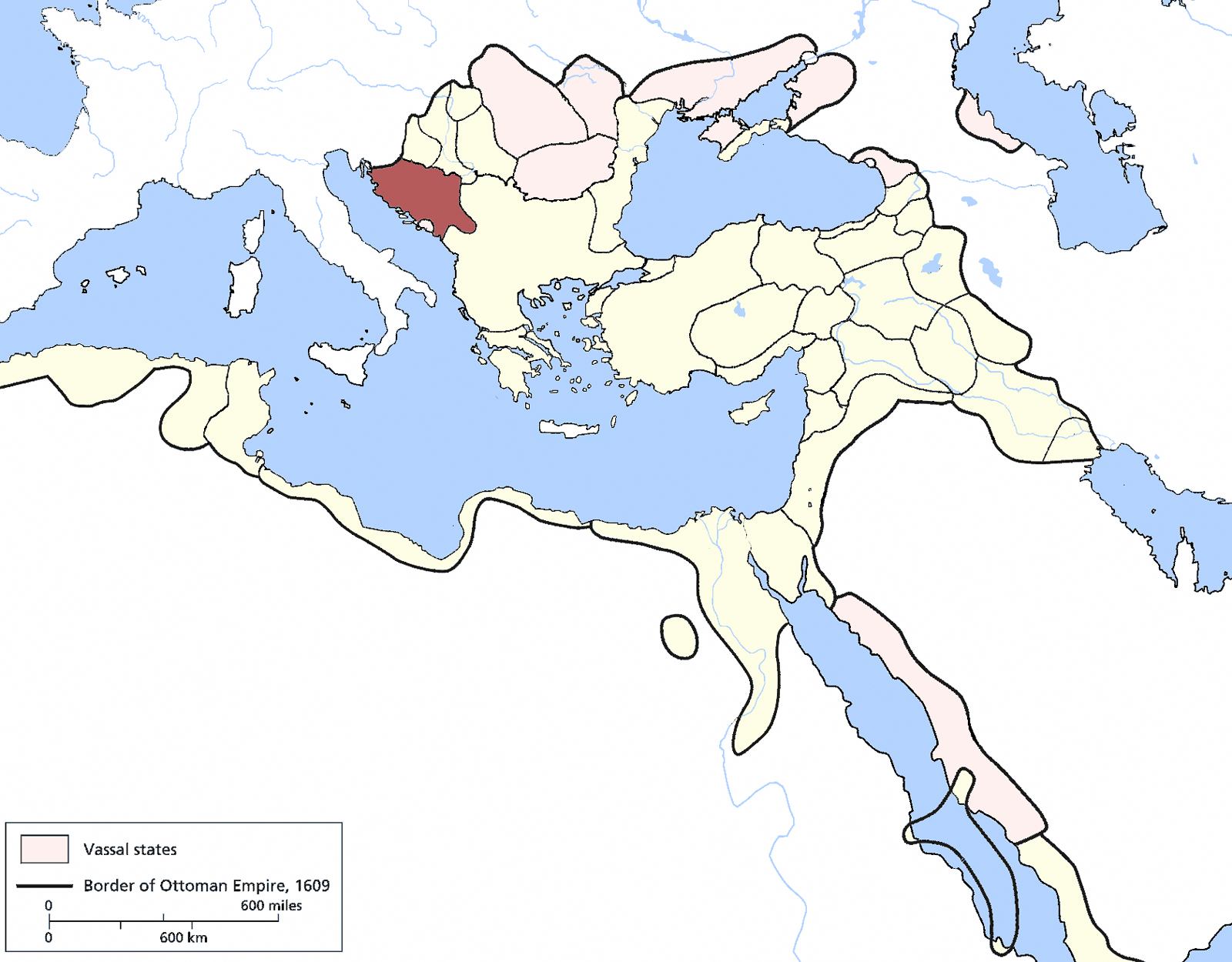
Eyaletul Bosnia în 1609

Războaiele otomane din Europa au continuat în toată această perioadă, iar provincia a atins apogeul său teritorial în 1683.

### Declin
Războiul dintre Liga Sfântă și Imperiul Otoman care s-a încheiat cu înfrângerea otomană în 1699 a determinat o reducere semnificativă a teritoriului eyaletului, care a pierdut toate sangeacurile slavone („Požeški sandžak” și „Pakrački sandžak”), sangeacul Lika și părți mari de pe coasta dalmatică a sangeacurilor Klisa și Herțegovina. Eyaletul a pierdut trei sangeacuri și a desființat unul (sangeacul Bihać): după Tratatul de la Karlowitz (1699), provincia a fost redusă la patru sangeacuri (trei dintre ele cu o mărime diminuată) și douăsprezece căpitanate. Înaintea semnării Tratatului de la Passarowitz (1718), au fost formate alte 28 de căpitanate militare, dintre care mai mult de jumătate se aflau de-a lungul frontierei. Acest tip de administrație militară intensivă corespundea frontierei militare austriece de pe cealaltă parte a aceleiași frontiere. În 1703 reședința pașei a fost mutată de la Sarajevo la Travnik, deoarece orașul Sarajevo fusese distrus de incendiile din timpul războiului; Sarajevo va redeveni capitală abia în 1851.

### Răscoala Bosniacă

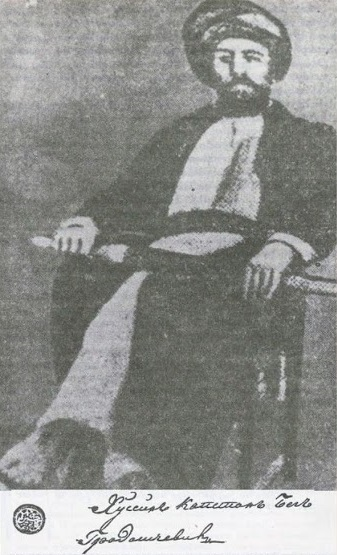
Husein Gradaščević a fost declarat guvernatorul eyaletului Bosnia în 1831 și s-a revoltat împotriva otomanilor într-o încercare de a obține independența Bosniei.

La începutul secolului al XIX-lea, Bosnia era una dintre provinciile cel mai puțin dezvoltate și mai autonome ale Imperiului Otoman. În anul 1831 capudanul bosniac Husein Gradaščević, după ce s-a întâlnit pentru pregătiri în perioada 20 ianuarie - 5 februarie la Tuzla cu aristocrații bosniaci, a ocupat în cele din urmă orașul Travnik, cerând autonomie și desființarea administrației militare a Bosniei. În cele din urmă, exploatând rivalitățile dintre bei și capudani, marele vizir a reușit să separe forțele herțegoviniene, conduse de Ali-paša Rizvanbegović, din armata lui Gradaščević. Revolta a fost zdrobită, iar în 1833 a fost creat eyaletul Herțegovina din partea de sud a eyaletului Bosnia, la conducerea căruia a fost numit Ali-paša Rizvanbegović ca recompensă pentru contribuția sa la zdrobirea răscoalei. Această nouă entitate a avut o existență de doar câțiva ani: după moartea lui Rizvanbegović, eyaletul Herțegovina a fost reintegrat în eyaletul Bosnia.
Eyaletul Bosnia a fost una dintre primele provincii otomane care, după reforma administrativă din 1865, a devenit vilaiet. El a fost reorganizat în 1867 în Vilaietul Bosnia.

## Administrare

### Diviziuni administrative
Împărțirea administrativă a eyaletului Bosnia înainte de 1699 a fost următoarea:
1. Sangeacul Bosnia (Pașa Sancağı, Sarajevo (Sarabosna))
2. Sangeacul Herțegovina (Hersek Sancağı, Mostar)
3. Sangeacul Zvornik (İzvornik Sancağı, Zvornik)
4. Sangeacul Krka-Lika (Kırka Sancağı, Krka-Lika)
5. Sangeacul Klis (Kilis Sancağı, Klis (Kilis), după mijlocul secolului al XVI-lea Livno (İhlevne)[10])
6. Pakrac-Cernica (Zaçesne Ocaklılığı, Cernik)
7. Sangeacul Bihke (Bihke Sancağı, Bihać

La începutul secolului al XIX-lea, Bosnia era alcătuită din 7 sangeacuri:
1. Sangeacul Sarajevo
2. Sangeacul Zvornik
3. Sangeacul Travnik
4. Sangeacul Bihać
5. Sangeacul Novi Pazar
6. Sangeacul Banja Luka
7. Sangeacul Herțegovina

### Capitale
Capitala eyaletului Bosnia a fost schimbată de mai multe ori:
- Travnik (1553; 1697-1833; 1839/1840-1851)[11]
- Banja Luka (Banyaluka sau Banaluka) (1553-1638)[12]
- Sarajevo (Saray Bosna) (1639–1697;[13] 1833–1839/1840;[14][15] 1851–1878)

### Guvernatori
- Sarı Süleyman Pasha
- Osman Gradaščević
- Abaza Mehmed Pasha
- Hasan Predojević
- Husein Gradaščević
- Husein Boljanić
- Ali-paša Rizvanbegović
- Mehmed-beg Kulenović
- Bekir Pasha (1800–1801)